# Opheltes (Sohn des Lykurgos)

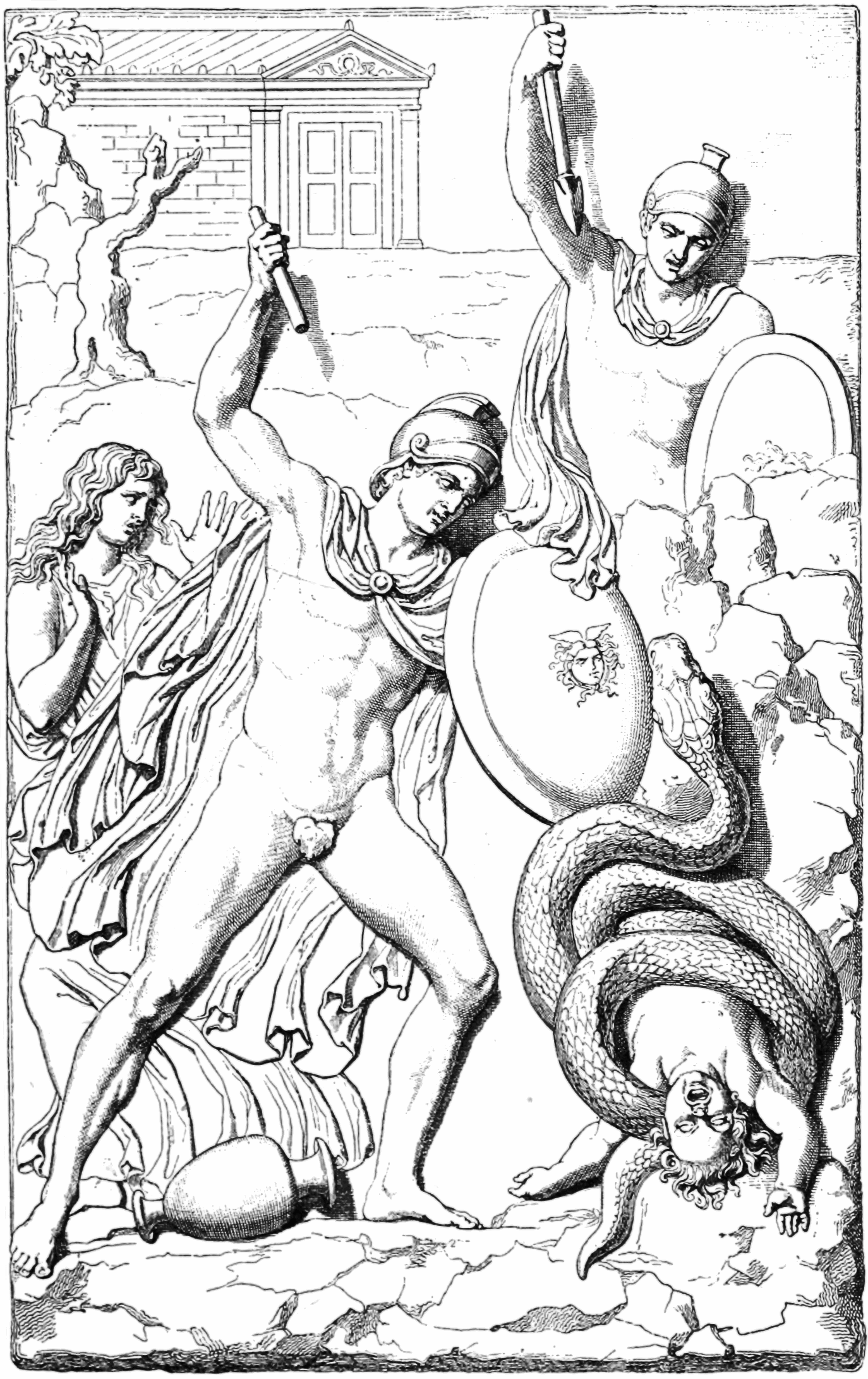
Archemoros von der Schlange umstrickt und erdrosselt.

Opheltes (altgriechisch Ὀφέλτης Ophéltēs), später Archemoros genannt, ist ein Knabe in der griechischen Mythologie, dem zu Ehren die Spiele in Nemea abgehalten wurden.
Sein Vater war Lykurgos, König von Nemea, seine Mutter hieß Eurydike. Als die Sieben gegen Theben in Nemea vorbeikamen, fragten sie Hypsipyle nach einer Quelle. Sie legte den kleinen Opheltes, den sie zu behüten hatte, auf den Boden, um ihnen die Quelle zu zeigen. Da biss eine Schlange den kleinen Opheltes, der darauf starb. Der Seher Amphiaraos, einer der Sieben, erkennt darin ein schlechtes Vorzeichen, worauf sie das Kind Archemoros („Anfang des Unheils“) nennen. Das Kind bekam eine prächtige Leichenfeier mit Spielen zu Ehren des Toten, aus denen die Nemeischen Spiele entstanden.
Überreste des Heroons des Opheltes sind in Nemea noch zu besichtigen.